# خدیجه بنت القیم
خدیجه بنت القَیِّم لقب‌گرفته به امّة‌العزیز (؟ -۱۲۹۹م) آموزگار، فقیه، قاری و واعظ عراقی در سدهٔ هفتم هجری بود. افراد بسیاری تجوید را ازو فراگرفتند و از مهم‌ترین آموزگاران علوم اسلامی پس از سقوط بغداد (۱۲۵۸) بود. 

## منبع
1. ↑  کحاله، عمر رضا (۱۹۵۹). أعلام النساء فی عالمی العرب والإسلام. ج. ۱. بیروت: موسسة الرسالة. ص. ۳۳۹.